# Pozos de Hinojo
Pozos de Hinojo és un municipi de la província de Salamanca a la comunitat autònoma de Castella i Lleó. Limita al Nord amb Peralejos de Abajo i Peralejos de Arriba, a l'Est amb Cipérez i El Cubo de Don Sancho, al Sud-oest amb Villares de Yeltes, a l'Oest amb Moronta i al Nord-oest amb Vitigudino.

## Demografia
| 1991 | 1996 | 2001 | 2004 |
| ---- | ---- | ---- | ---- |
| 109  | 95   | 76   | 65   |